# Роса-300
Роса-300 — унікальна плавуча насосна станція на Десні у Київській області.

## Історія
Внаслідок аварії на ЧАЕС відбулося радіонуклідне забруднення річки Дніпро. Для подачі населенню міста Києва якісної та безпечної питної води в 1986 році на Десні була збудована насосна станція з водоводами для транспортування води на Дніпровську станцію водопідготовки.
17 червня 1986 року станція Роса-300 була введена в експлуатацію.
Згодом, наприкінці 1986 року, в зв'язку зі стабілізацією в межах безпечних норм радіонуклідного забруднення води з Дніпра, роботу плавучої насосної станції призупинили.
Загалом за період з 1986 по 2010 рік станція експлуатувалась 17 місяців в режимі від одного до чотирьох насосних агрегатів одночасної роботи у різні періоди: 1986 рік з 17 червня по 10 грудня; 1987 рік з 15 по 25 квітня; 1991 рік з 7 лютого по 25 травня; 1999 рік з 16 січня по 29 червня.
Також, плавуча насосна станція, використовувалась у 2010 році з 16 березня по 16 квітня, коли критичне зниження рівня кисню під товщею криги у Київському водосховищі спровокувало масовий мор риби і забруднення води.

## Технічні характеристики
Насосна станція «Роса-300» діюча і у випадку надзвичайних ситуацій може бути запущена протягом 6-8 годин.
Технічні можливості станції дозволяють прокачувати 350 000 кубометрів води на добу.
Станом на сьогодні станція потребує капітального ремонту. Останній раз капітальний ремонт здійснювався в 1999 році. Для здійснення капітального ремонту станцію необхідно відбуксирувати до судноремонтного заводу, але без очищення каналу від піску це неможливо, а для очищення каналу необхідні значні кошти.

## Адреса та розташування
Станція знаходиться у Київській області.
Адреса: Осещина, вул. Садова, 11.